# Кліматична область
Клімати́чна о́бласть — частина кліматичного поясу, для якої є характерним певний тип клімату. Основна причина їх утворення — чергування на земній поверхні материків й океанів. В межах кліматичних областей виділяють підобласті.
Майже вся Україна розташована в помірному кліматичному поясі. Південна частина Криму відноситься субтропічного кліматичного поясу. 
В помірному кліматичному поясі виділяють такі області - Атлантико-континентальну і Континентальну. Атлантико-континентальна область охоплює північні й центральні райони країни та Українські Карпати. Виділяють такі підобласті: Рівнинна, Закарпатська та Українські Карпати.
До субтропічного кліматичного поясу України входять такі кліматичні області - Гірський Крим та Південний берег Криму.